# 맹재렬
맹재렬(1992년 ~ )은 대한민국의 배우이다.

## 출연작

### 영화
- 《전설의 파이터》 (2020년) - 남희 역
- 《깡치 2》 (2020년) - 석태 역
- 《갱》 (2020년) - 희관 역
- 《속물들》 (2019년) - 신촌 시비일행 역
- 《프리즌》 (2017년) - 성안교도소 죄수일동 역